# North American F-82 Twin Mustang
North American F-82 Twin Mustang var ett amerikanskt jaktflygplan med lång räckvidd konstruerat av North American Aviation under andra hälften av andra världskriget. Flygplanet blev inte färdigt i tid att användas under andra världskriget utan fick i stället sitt elddop i Koreakriget där den stod för de första amerikanska lutstridssegrarna.

## Utveckling
År 1942 började North American Aviation att utveckla ett jaktflygplan med tillräcklig räckvidd för att kunna eskortera bombflygplan som Boeing B-29 Superfortress hela vägen till deras mål, något som krävde en räckvidd på minst 2 000 miles (3 200 km). Man utgick ifrån det redan existerande jaktflygplanet P-51 Mustang och antog att dess utmärkta egenskaper skulle kunna bibehållas genom att helt enkelt bygga ihop två av dem. Skapelsen presenterades för USAAF i januari 1944 som beställde två stycken prototyper med beteckningen XP-82. Prototypen skulle ha flugit i april 1945, men problem med att luftströmmarna från de båda propellrarna berövade mittenvingen dess lyftkraft gjorde att den inte kunde lyfta förrän 16 juni. Det visade sig stämma att den behöll många av Mustangens fina egenskaper, men USAAF ville ha en tredje prototyp med en helamerikansk motor ifall Rolls-Royce skulle dra tillbaka rättigheterna för Packard att tillverka Merlin-motorn.
Japans kapitulation i augusti 1945 satte stopp för många flygprojekt, i synnerhet propellerdriva stridsflygplan. Twin Mustang skulle ha gått samma väg om inte USAAF snabbt hade behövt en ersättare för Northrop P-61 Black Widow i väntan på det jetdrivna nattjaktflygplanet Northrop F-89 Scorpion. Twin Mustang blev därmed det sista propellerdrivna jaktflygplanet som producerades i USA. År 1947 upphörde United States Army Air Forces (USAAF) och ersattes av USA:s flygvapen (USAF). Året därefter ändrades beteckningen från P-82 till F-82.
Av de 500 beställda P-82B kom bara 20 att tillverkas och två av dem byggdes om att bära en radar i kapsel under mittenvingen och betecknades därefter P-82C (med radarn SCR-720, samma som i P-61) och P-82D (med radarn AN/APS-4). F-82E var den första variant som tillverkades i större skala. Den största skillnaden mot P-82B var att den använde Allison V-1710-motorer.
Luftstridsövningar under 1947 där man testade luftförsvaret av Kontinentala USA visade att konventionella jaktflygplan hade svårt att hitta anfallande bombflygplan. Northrop P-61 Black Widow lyckades bättre tack vare sin radar, men de var omoderna och slitna och USAF beslutade därför att ersätta dem med radarutrustade P-82:or. Radar hade redan provats i P-82C och P-82D, men nu serieproducerade man dem under beteckningarna F-82F och F-82G. Under slutet av sin livstid var de baserade på Ladd AFB i Fairbanks, Alaska där de byggdes om för att bättre klara det kalla klimatet. Dessa ombyggda flygplan utgjorde den sista versionen F-85H.

## Användning

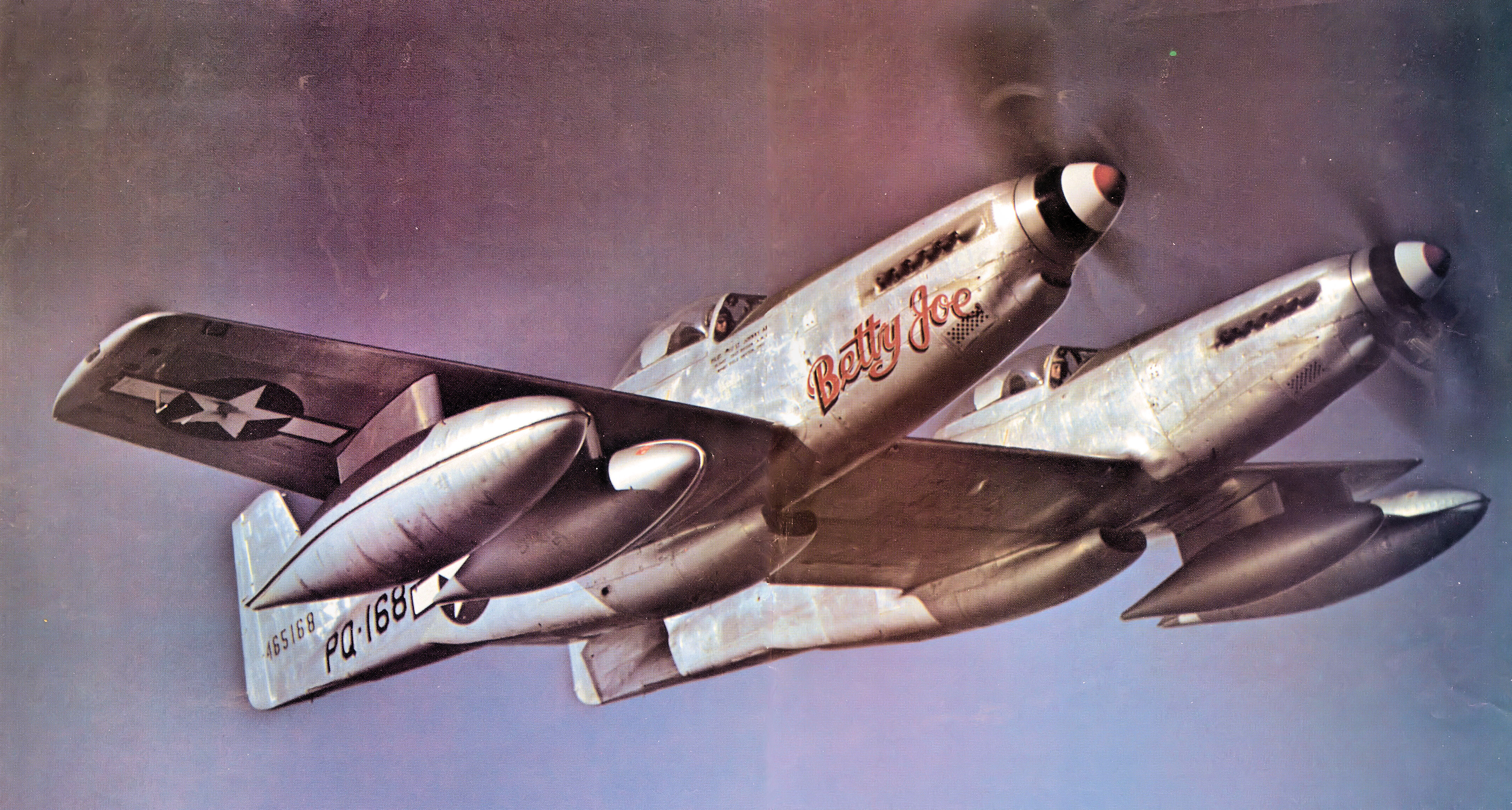
Flygplanet Betty-Jo utrustat för maratonflygningen Hawaii–New York.

De P-82B som tillverkades började levererades i januari 1946. Deras ringa antal gjorde att de huvudsakligen användes för diverse prov och senare som skolflygplan eftersom de redan från början var utrustade med dubbelkommando. En P-82B kallad Betty-Jo demonstrerade i februari 1947 flygplanets räckvidd och uthållighet genom att flyga non-stop från Hawaii till New York på 14 timmar och 33 minuter. De första som kom ut på förband var F-82E i mars 1948 och sattes nästan genast i beredskap ifall Berlinblockaden skulle eskalera. När president Truman tillträdde sin andra ämbetsperiod i januari 1949 deltog 48 stycken F-82E i en formationsflygning över Washington, D.C.
Den första nattjaktvarianten F-82F togs i tjänst i september 1948 och i mitten av 1949 hade de helt ersatt F-61. Deras huvuduppgift var att skydda Kontinentala USA mot eventuella anfall av sovjetiska Tupolev Tu-4. Varianten F-82G hade den äldre och tyngre radarn SCR-720 tilldelades Pacific Air Forces och baserades i Tachikawa, Itazuke och Naha i Japan, även där som ersättare för F-61. 68:e Jaktdivisionen på Itazuke var de första amerikanska flygstridskrafter som sattes in i Koreakriget redan tidigt på morgonen 25 juni 1950. Tjugosju stycken F-82 var också till en början de enda jaktflygplan USAF hade tillgängligt som kunde operera över Korea från baser i Japan. I krigets inledningsskede var deras uppgift att bedriva flygspaning mot nordkoreanska styrkor samt att skydda evakueringen av västerländska medborgare från Korea. Trots det råkade de snart i strid, först en skärmytsling över hamnen i Incheon på eftermiddagen 26 juni och därefter en större luftstrid över Gimpo Airport på förmiddagen 27 juni varvid en nordkoreansk Jak-11 och två La-7 sköts ner. Perioden 26–30 juni var den mest kritiska innan kombinationen av F-82:or och F-80:or lyckades uppnå luftherravälde söder om 38:e breddgraden. Därefter började F-82:orna att koncentrera sig på attackuppdrag, både med egen last av bomber och raketer och som eskort åt Douglas A-26 Invaders. Efter hand som FN-styrkorna i området fick förstärkning av flera F-51, F-80, F-84 och framför allt F-86 övergick F-82:orna till luftförsvar av Sydkorea och väderspaning över Nordkorea. I augusti 1951 var bara 8 av de ursprungliga 27 F-82:orna fortfarande i flygbart skick och det var därmed hög tid för dem att ersättas av de F-94:or som började anlända till Japan.
Den sista utposten för F-82 var Alaska där deras långa räckvidd och allvädersförmåga verkligen kom till sin rätt. I synnerhet under Koreakriget fanns rädslan för att sovjetiska bombflygplan baserade i Sibirien skulle flyga över Alaska för att anfalla mål i nordvästra USA. Sovjetiska bomb- och spaningsflygplan testade ofta luftförsvaret genom kränkningar av luftrummet och även de amerikanska F-82:orna kränkte sovjetiskt luftrum för att spana mot de övergivna flygbaserna på Tjuktjerhalvön. Ibland användes de även för civila syften som till exempel bomba sönder isproppar i Tanana-, Kuskokwim- och Yukonfloderna. De långa flygningarna och klimatet slet dock hårt på flygplanen och de flesta togs ur tjänst och skrotades under 1952, endast ett fåtal tjänstgjorde fram till att flygplanstypen officiellt togs ur tjänst i november 1953.

## Konstruktion

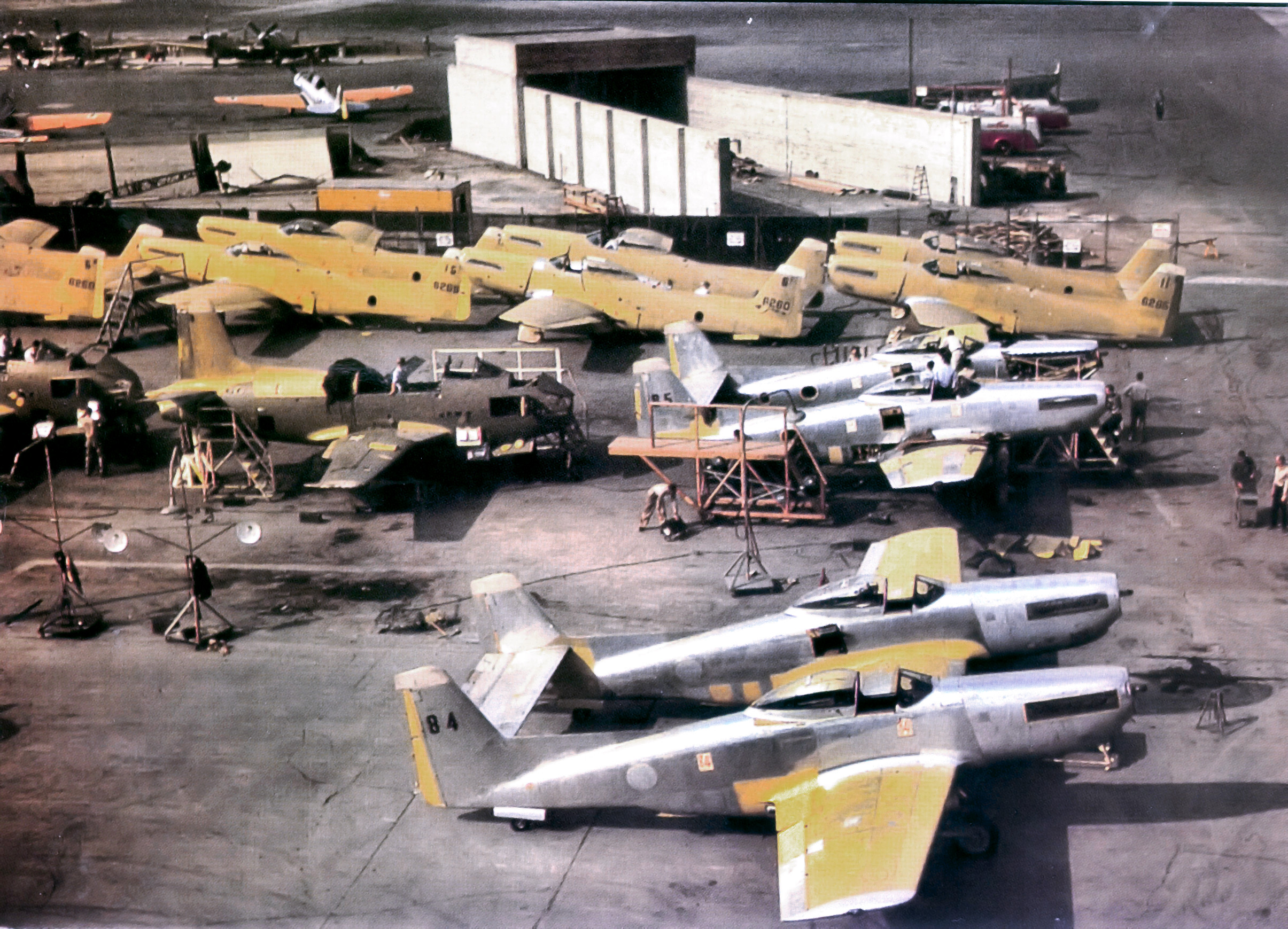
F-82:or och en FJ-1 under tillverkning i North Americans fabrik i Inglewood, Kalifornien.

F-82 Twin Mustang bestod i princip av två stycken P-51 Mustang ihopbyggda med en gemensam mittenvinge. Mittenvingen hade konstant tjocklek vilket gjorde att den kunde rymma mer bränsle trots att den även innehöll de sex kulsprutorna och landningsstället. Eftersom landningsstället fälldes in i mittenvingen behövde yttervingarna ingen brunn för landningsställen och kunde därför också rymma mer bränsle samtidigt som de kunde göras styvare för att kunna bära mer extern last. Flygkropparna var förlängda med 145 cm för att även där få plats med mer bränsle. Motorn i den vänstra flygkroppen hade en reduktionsväxel med reversering som gjorde att propellern snurrade medurs medan den högra snurrade moturs. I de första modellerna hade piloterna dubbelkommando för att kunna lösa av varandra under långa uppdrag medan de senare modellerna satt piloten till vänster medan den högra cockpiten var för radarobservatören. Dessa versioner hade också en radar i en cigarrformad kapsel under mittenvingen vars främsta del stack fram framför propellrarna för att dessa inte skulle störa radarn. Kapseln gick ofta under namnet ”Long Dong”.

### Beväpning
Huvudbeväpningen bestod av sex stycken 12,7 mm Browning-kulsprutor monterade centralt i mittenvingen. Dessa gav en mer koncentrerad eldkraft än de sex kulsprutorna i P-51 som var monterade tre i varje vinge. Planer fanns för en vapenkapsel med antingen ytterligare åtta stycken kulsprutor eller en 40 mm automatkanon, men dessa blev aldrig verklighet. Extern last kunde bäras under vingarna. Den vanligaste lasten var fyra stycken 1 137 liters (310 US gallons) fälltankar som utökade räckvidden till över 4 000 km. För attackuppdrag kunde fyra stycken 454 kg (1 000 lb) bomber eller tjugofem stycken 127 mm HVAR-raketer bäras.

## Varianter

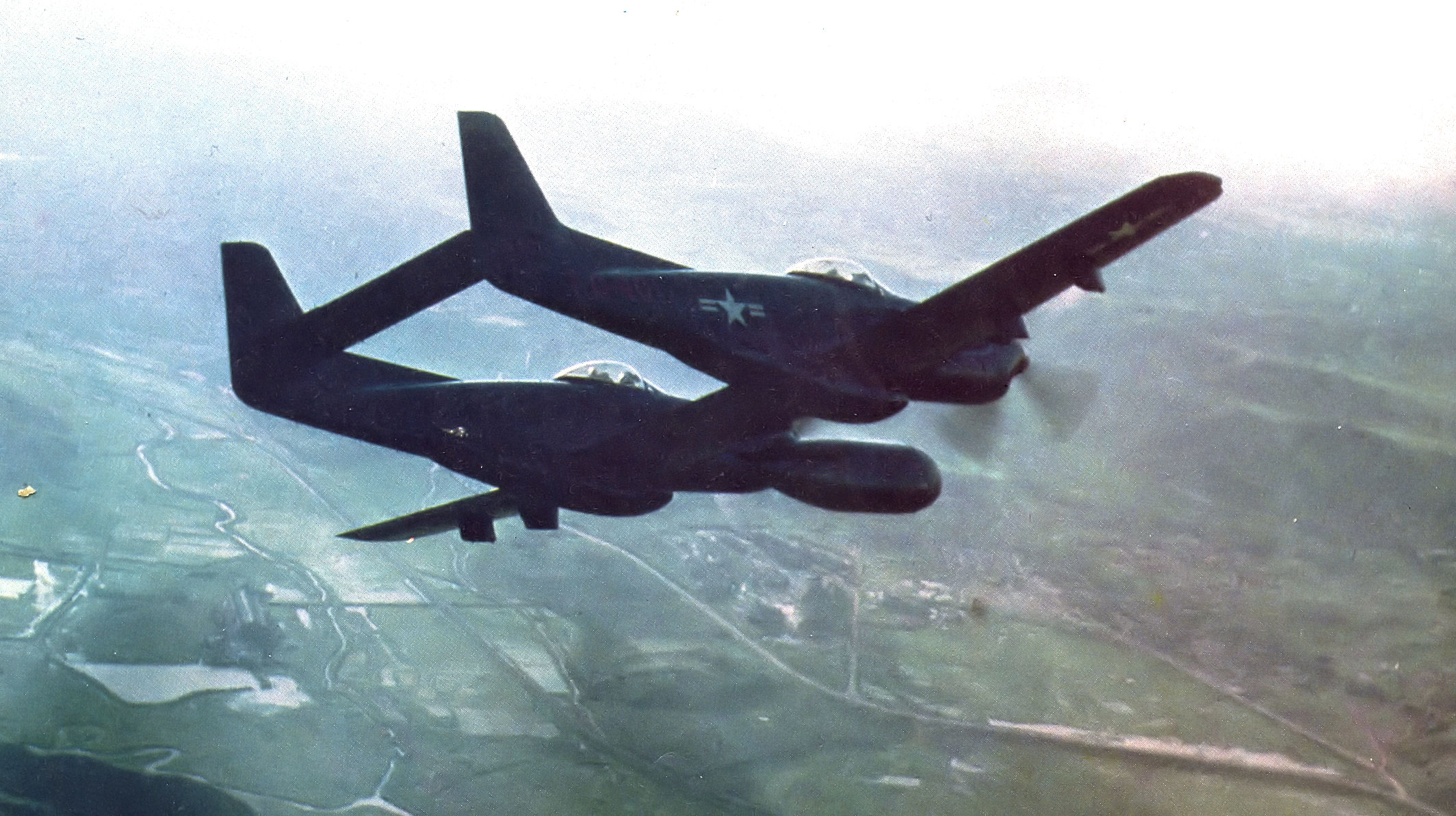
En F-82G anfaller markmål i Korea, 1951. Notera radarkapseln under flygplanet.

År 1948 byttes alla beteckningar från P-82 till F-82.
- NA-123 – Intern projektbeteckning hos North American Aviation.
- XP-82 – Prototyp med Packard Merlin-motorer. 2 byggda.
- XP-82A – Prototyp med Allison V-1710-motorer. 1 byggd.
- P-82A – Provisorisk beteckning på de fyra första P-82E under tiden de användes för motorprov.
- P-82B – Första produktionsserien med Packard Merlin-motorer. 20 byggda.
- P-82C – En P-82B ombyggd med radarn SCR-720 i en kapsel under mittenvingen.
- P-82D – En P-82B ombyggd med den mindre radarn AN/APS-4 i en kapsel under mittenvingen.
- F-82E – Andra produktionsserien med Allison-motorer. 100 byggda.
- F-82F – Nattjaktversion med radarn AN/APG-28. 100 byggda.
- F-82G – Nattjaktversion med radarn SCR-720. 50 byggda.
- F-82H – Nattjaktversion anpassad för vinterklimat. 15 ombyggda från F-82F och F-82G.

## Liknande flygplan
- Messerschmitt Bf 109Z Zwilling

## Fotnoter
1. ↑  Lockheed F-80 Shooting Stars fanns tillgängliga, men de hade för kort räckvidd för att kunna användas från baser i Japan. Några amerikanska F-51 Mustang fanns inte i Japan och de australiensiska Mustanger som fanns där var inte tillgängliga förrän 2 juli då Samväldet gick med i kriget.